# Spandauer Vorstadt
Spandauer Vorstadt is een historische wijk in het Berlijnse stadsdeel Mitte. Spandauer Vorstadt werd in het zuiden begrensd door de Spree en het viaduct van de Berliner Stadtbahn, in het oosten door de Karl-Liebknecht-Straße, in het noorden door de Torstraße en in het westen door de Friedrichstraße. Het gebied ten oosten van de Rosenthaler Straße is ook bekend als Scheunenviertel.
Spandauer Vorstadt ontwikkelde zich ten noorden van de Spandauer Tor aan de Berlijnse stadsmuren. Zij vindt haar oorsprong in de middeleeuwen en werd een gesloten gemeenschap waarin de Berlijnse tuin- en landbouwers aan zelfverzorging deden, zoals ook het geval was nabij de andere stadspoorten. Met de bouw van de vesting in de 17e eeuw werd de Spandauer Tor wat verplaatst naar het oosten in de omgeving van de huidige Hackescher Markt. 
Sinds 1822 werd in het gebied ten westen van de Friedrichstraße de Friedrich-Wilhelm-Stadt gebouwd, die in 1828 afgesplitst werd van Spandauer Vorstadt tot een eigen stadsdeel. In 1890 bereikte Spandauer Vorstadt (in de 18e eeuw en de 19e eeuw Spandauer Viertel genoemd) met 78.953 zijn grootste inwonersaantal.

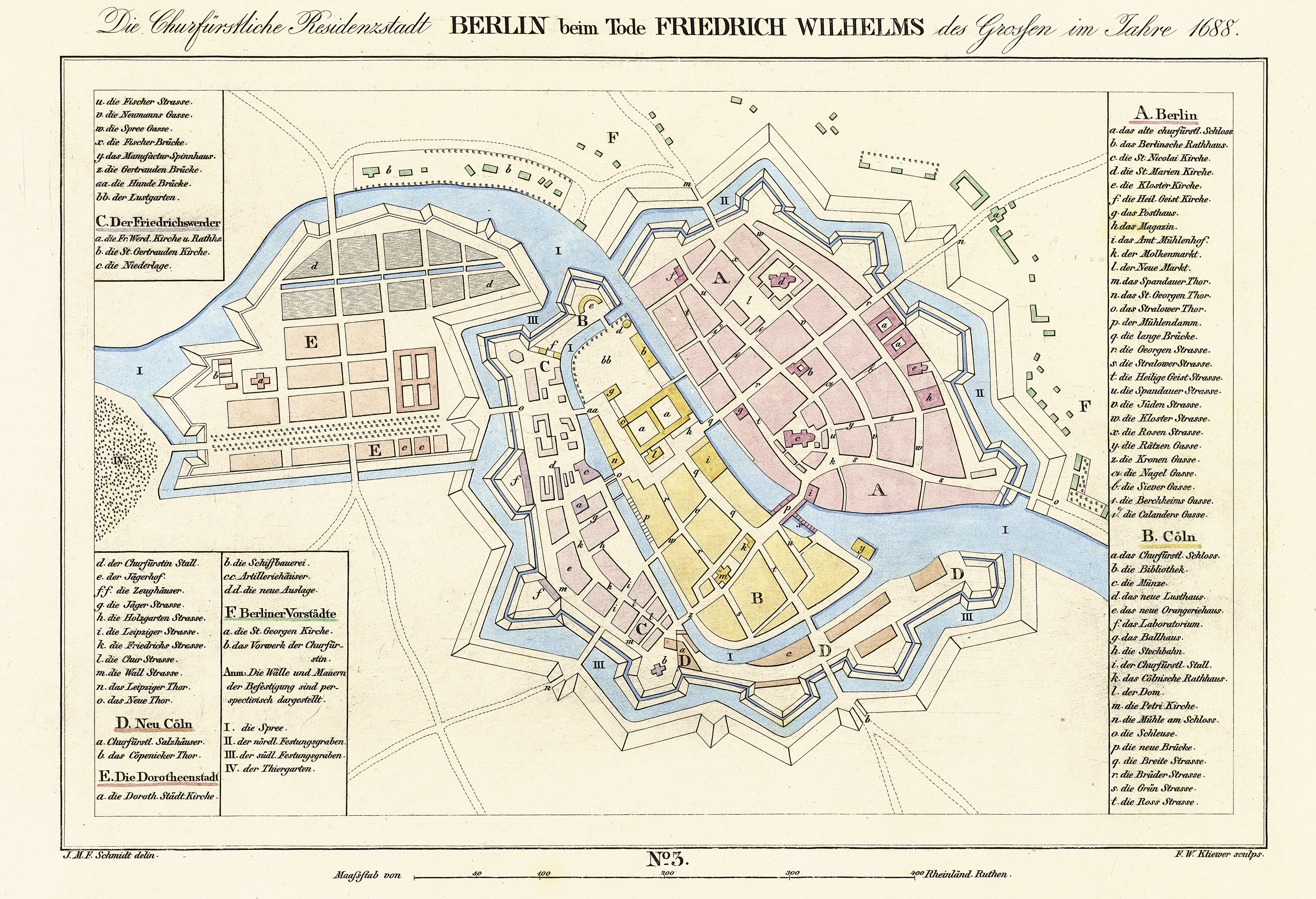
"F-b: Vorwerk der Churfürstin" op een stadsplan uit 1688
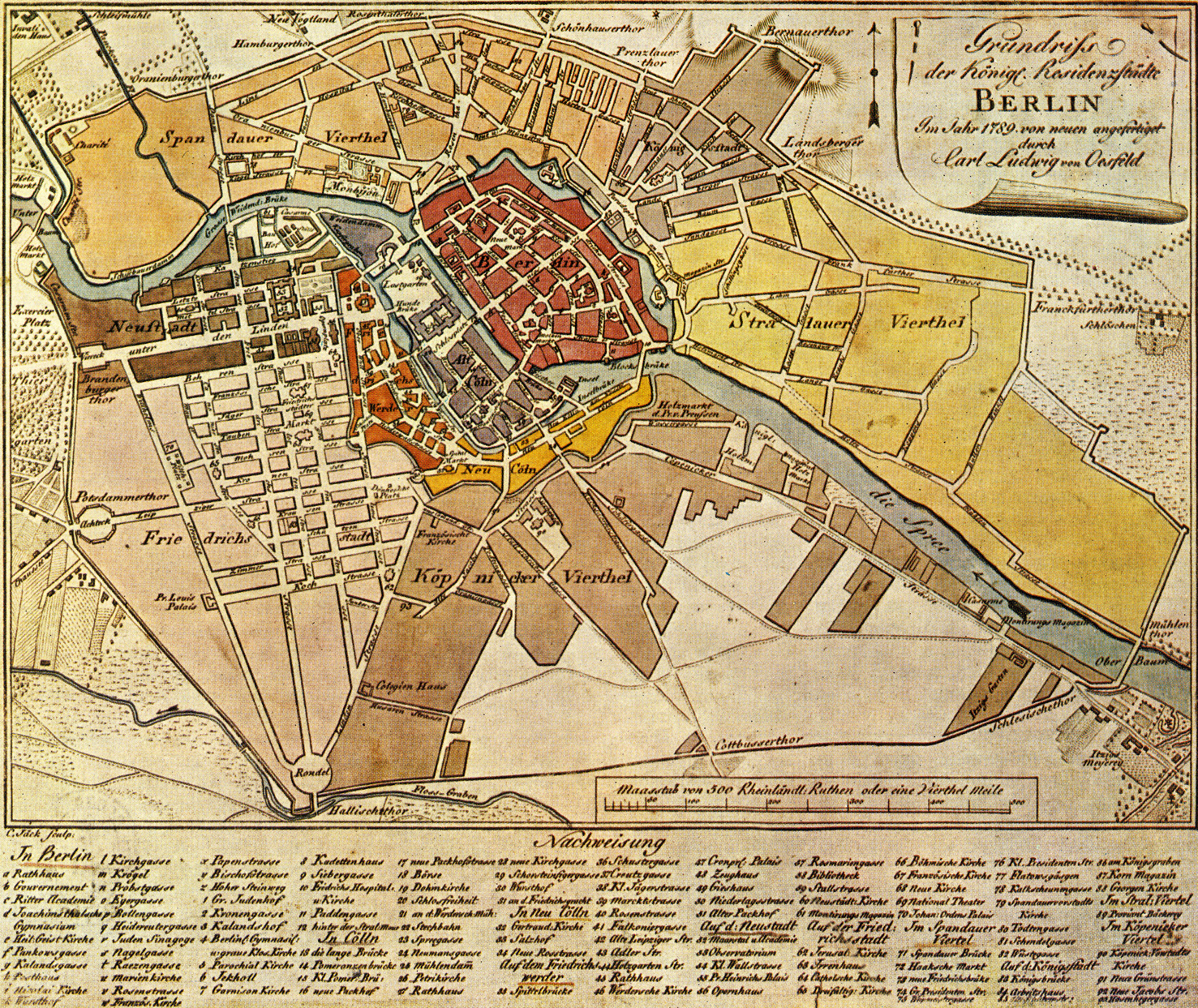
Het "Spandauer Vierthel" in 1789
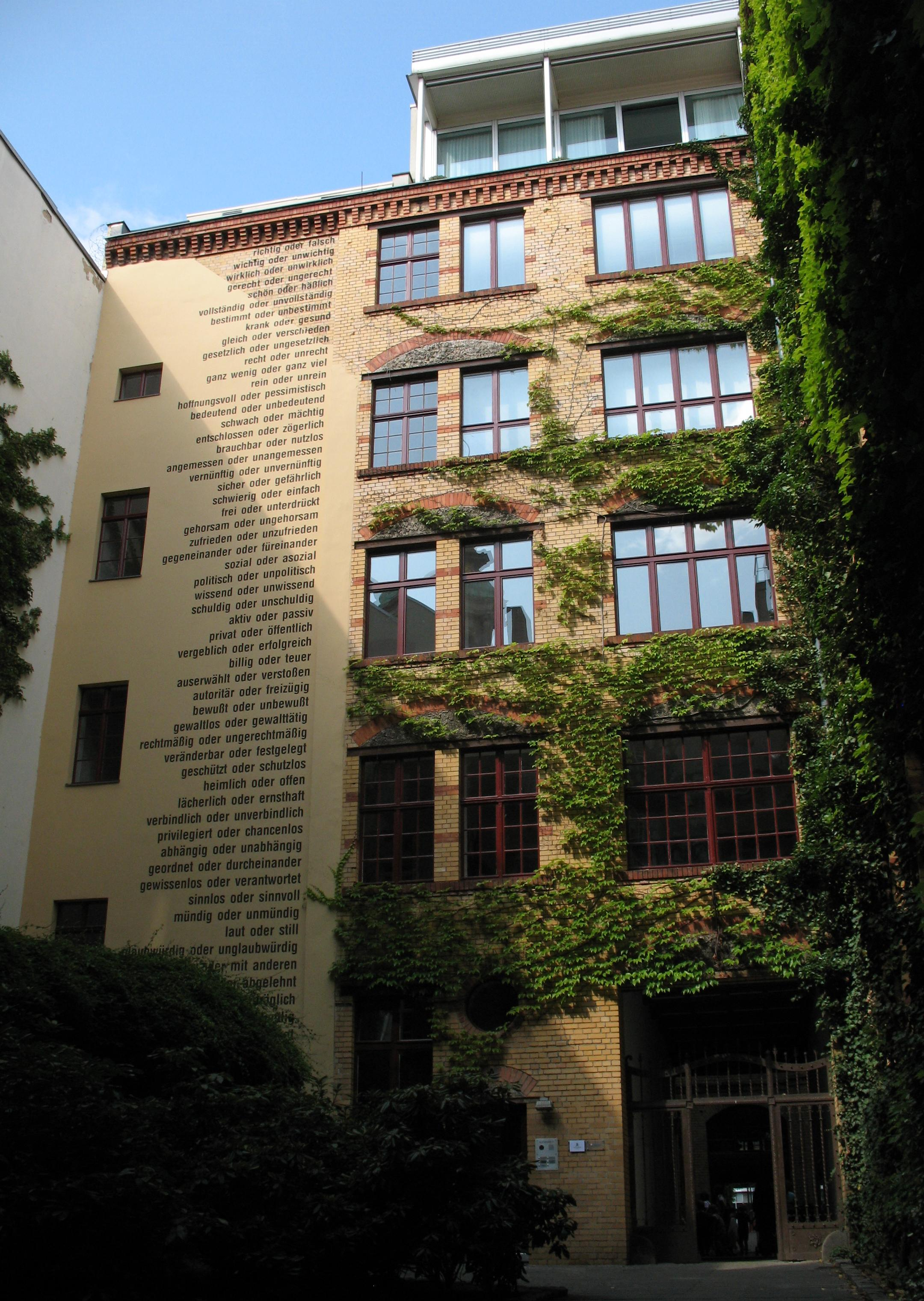
"Sophie-Gips-Höfe"